# Чемпионат мира по футболу 2018 (отборочный турнир, АФК, четвёртый раунд)
Четвёртый раунд отборочного турнира к чемпионату мира 2018 года в Азии представляет собой двухматчевое противостояние команд, занявших третье место в своих группах. Первый матч прошёл 5 октября, ответный — 10 октября. Победитель пары сыграл в стыковых матчах с командой занявшей 4 место в отборочном турнире зоны КОНКАКАФ.
| Команда 1 | Итог | Команда 2 | 1-й матч | 2-й матч |
| --------- | ---- | --------- | -------- | -------- |
| Сирия     | 2:3  | Австралия | 1:1      | 1:2      |

### Матчи
| 5 октября 2017, 20:30 UTC+8 (15:30 UTC+3) | \| Сирия \| 1:1 \| Австралия \| \| ас-Сума 85′ (пен.) \| Голы \| Круз 41′ \| | Хан Жебат Стэдиум, Крубон ( Малайзия) · Зрителей: 2 150 · Судья: Алиреза Фагани |
| Сирия                                     | 1:1                                                                          | Австралия                                                                       |
| ас-Сума 85′ (пен.)                        | Голы                                                                         | Круз 41′                                                                        |

| 10 октября 2017, 20:00 (12:00 UTC+3) | \| Австралия \| 2:1 \| Сирия \| \| Кэхилл 13′, 109′ \| Голы \| 6′ ас-Сума \| | Сиднейский футбольный стадион, Сидней Зрителей: 42 136 Судья: Равшан Ирматов |
| Австралия                            | 2:1                                                                          | Сирия                                                                        |
| Кэхилл 13′, 109′                     | Голы                                                                         | 6′ ас-Сума                                                                   |